# ۴۰۳ (پیش از میلاد)
۴۰۳ (پیش از میلاد) ۴۰۳مین سال قبل از تقویم میلادی است.